# Klaus Basdorf
Klaus Basdorf (* 13. Juli 1943 in Berlin; † 7. Juni 2013 ebenda) war ein deutscher Badmintonspieler.

## Sportliche Karriere
Klaus Basdorf war einer der Pioniere des Ost-Berliner Badminton-Sports. 1962 wurde er bei den DDR-Meisterschaften der Junioren Vizemeister im Herrendoppel mit Gerd Pigola. Ein Jahr später wurde er mit Hartmut Münch in dieser Disziplin Vizemeister bei den Erwachsenen. Silber gab es für ihn in dieser Saison auch mit dem Team von Post Berlin. Dieser Platz konnte im Folgejahr verteidigt werden, während es 1965 nur zu Bronze reichte. Zwei dritte Plätze im Herrendoppel und im Mixed fügte er seiner Erfolgsbilanz noch im selben Jahr hinzu. 1967 gewann er mit Silber im Mixed mit Ruth Preuß seine letzte Medaille bei DDR-Meisterschaften.
Basdorf lebte bis zu seinem Tode in Berlin, wo er bis zuletzt auch als Geschäftsführer der Firma Basdorf, Lampe & Partner GmbH agierte.

## Sportliche Erfolge
| Veranstaltung                    | Saison    | Disziplin    | Platz | Name |
| -------------------------------- | --------- | ------------ | ----- | --- |
| DDR-Einzelmeisterschaft AK 16/17 | 1961/1962 | Herrendoppel | 2     | Klaus Basdorf / Gerd Pigola (Post Berlin / Traktor Doberlug-Kirchhain)                                                                                 |
| DDR-Meisterschaft                | 1962/1963 | Herrendoppel | 2     | Klaus Basdorf / Hartmut Münch (Post Berlin) |
| DDR-Mannschaftsmeisterschaft     | 1962/1963 | Mannschaft   | 2     | Post Berlin (Helmut Standfuß, Günter Beier, Uwe Trettin, Hartmut Münch, Klaus Basdorf, Peter, Gisela Müller, Gaby Stiegel, Ruth Preuß, Gitte Standfuß) |
| DDR-Meisterschaft                | 1963/1964 | Herrendoppel | 2     | Hartmut Münch / Klaus Basdorf (Post Berlin) |
| DDR-Meisterschaft                | 1963/1964 | Herreneinzel | 3     | Klaus Basdorf (Post Berlin) |
| DDR-Mannschaftsmeisterschaft     | 1963/1964 | Mannschaft   | 2     | Post Berlin (Klaus Basdorf, Hartmut Münch, Günter Beier, Detlef Paul, Lorenz, Werner Zock, Ruth Preuß, Jutta Benzmann, Gisela Müller, Gitte Standfuß)  |
| DDR-Meisterschaft                | 1964/1965 | Mixed        | 3     | Klaus Basdorf / Elke Lein (Post Berlin / Motor IFA Karl-Marx-Stadt)                                                                                    |
| DDR-Meisterschaft                | 1964/1965 | Herrendoppel | 3     | Klaus Basdorf / Joachim Schimpke (Post Berlin / Motor IFA Karl-Marx-Stadt)                                                                             |
| DDR-Mannschaftsmeisterschaft     | 1964/1965 | Mannschaft   | 3     | Post Berlin (Klaus Basdorf, Peter Richter, Hartmut Münch, Günter Leschke, Günter Beier, Uwe Trettin, Ruth Preuß, Jutta Benzmann, Gisela Müller)        |
| DDR-Meisterschaft                | 1966/1967 | Mixed        | 2     | Klaus Basdorf / Ruth Preuß (Post Berlin / Einheit Kyritz)                                                                                              |